# Онорівка
Оно́рівка — село Розквітівської сільської громади у Березівському районі Одеської області в Україні. Населення становить 193 осіб.

## Населення
Згідно з переписом 1989 року населення села становило 232 особи, з яких 108 чоловіків та 124 жінки.
За переписом населення 2001 року в селі мешкали 193 особи.

### Мова
Розподіл населення за рідною мовою за даними перепису 2001 року:
| Мова       | Відсоток |
| ---------- | -------- |
| українська | 92,23 %  |
| молдовська | 3,11 %   |
| російська  | 2,07 %   |
| болгарська | 1,04 %   |
| білоруська | 0,52 %   |
| вірменська | 0,52 %   |
| гагаузька  | 0,52 %   |